# Neuseeländischer Seebär
Der Neuseeländische Seebär (Arctocephalus forsteri) ist auch als Australischer Seebär bekannt, was jedoch zu Verwechslungen mit einer Unterart des Südafrikanischen Seebären führen kann. Er gehört zur Gattung der Südlichen Seebären.

## Merkmale
Die Farbe des Neuseeländischen Seebären ist graubraun. Männchen haben außerdem eine schwarze Halsmähne. Bullen erreichen eine Größe von 250 cm und ein Gewicht von 180 kg. Kühe sind mit 150 cm und 70 kg sehr viel kleiner.

## Verbreitung

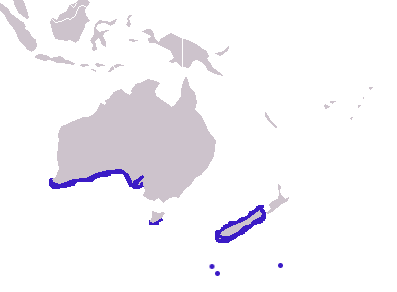
Verbreitungsgebiet

Der Neuseeländische Seebär lebt heute vornehmlich an den Küsten der Südinsel Neuseelands sowie an den Küsten von Süd- und Westaustralien. Weitere Kolonien gibt es auf den subantarktischen Antipoden-Inseln, den Aucklandinseln, den Bountyinseln, den Chatham Islands und der Insel Campbell Island. Einige hundert Seebären leben außerdem an der Südküste Tasmaniens.
Außerhalb der Paarungszeit wandern Neuseeländische Seebären umher und finden sich dann auch an anderen Orten ein. Vor allem die Küsten der Macquarieinsel sind alljährlich gefüllt mit jugendlichen Seebärenbullen, die noch zu jung sind, um ein Territorium zu behaupten. Einzelne verirrte Individuen hat es schon bis an die Küsten Neukaledoniens verschlagen.

## Systematik
Der Neuseeländische Seebär wird als eigenständige Art innerhalb der Gattung Arctocephalus eingeordnet. Die wissenschaftliche Erstbeschreibung stammt von dem französischen Naturforscher René Primevère Lesson aus dem Jahr 1828, der sie als Otaria forsteri beschrieb; eine terra typica wurde von ihm nicht angegeben. 1958 wurde diese von Victor Blanchard Scheffer auf den Dusky Sound im Fiordland im Südwesten der Südinsel von Neuseeland  eingegrenzt. Teilweise wurden die Tiere als Unterart des Südamerikanischen Seebären (A. australis) betrachtet.
Innerhalb der Gattung wird der Antarktische Seebär als Schwesterart einem Taxon aus Südamerikanischem Seebär (A. australis) und Galápagos-Seebär (A. galapagoensis) gegenübergestellt, die restlichen Arten der Gattung werden als ursprünglicher betrachtet.
Teilweise wird die Monophylie der Südlichen Seebären in Zweifel gezogen und man geht von einem gemeinsamen Ursprung der auf der südlichen Hemisphäre verbreiteten Ohrenrobben aus. In dem Fall werden auch der Australische Seelöwe (Neophoca cinerea) und der Neuseeländische Seelöwe (Phocarctos hookeri) in diese Gruppe eingeordnet. Der Südafrikanische und der Subantarktische Seebär wären an dieser Stelle Schwestergruppe eines gemeinsamen Taxons aus den beiden Seelöwenarten und den restlichen Seebären, für die zur Abgrenzung ein neuer Gattungsname „Arctophoca“ vorgeschlagen wurde.
Innerhalb der Art werden keine Unterarten unterschieden.

## Bestandsentwicklung, Gefährdung und Schutz

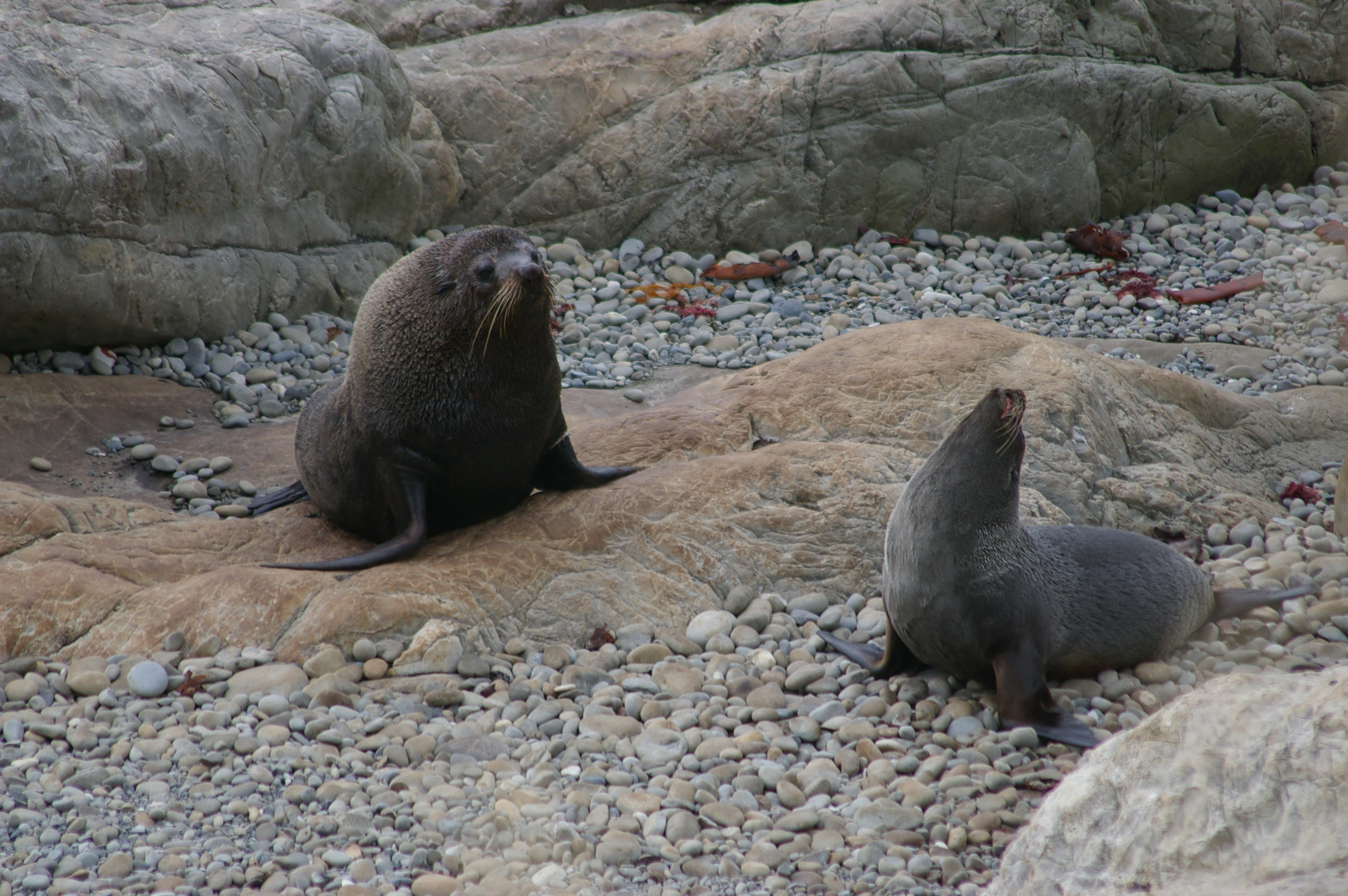
Neuseeländische Seebären bei Kaikoura (Neuseeland)

Der Neuseeländische Seebär wird in der Roten Liste gefährdeter Arten der Weltnaturschutzunion IUCN als nicht gefährdet (Least Concern) geführt. Dennoch ist er wie alle Arten seiner Gattung im Washingtoner Artenschutzübereinkommen CITES, Appendix II angeführt, wodurch er weltweit vor unbeschränktem Handel geschützt wird. Diese Haltung wird von der Europäischen Union in der EU-Artenschutzverordnung (EG) Nr. 338/97 Anhang B übernommen, wodurch automatisch sämtliche EU-Mitgliedsstaaten zum Schutz verpflichtet sind. Das schlägt sich wiederum in der Bundesrepublik Deutschland im Bundesnaturschutzgesetz nieder, wo die Art als besonders geschützt bezeichnet wird.
Die großen Kolonien an den australischen und tasmanischen Küsten wurden am Ende des 18. Jahrhunderts vollständig vernichtet. Anschließend setzten die Robbenjäger das Massenschlachten in Neuseeland fort, wo alle Kolonien bis 1825 vernichtet waren. Nur wenige Seebären überlebten in Höhlen, die für die Robbenjäger nicht zugänglich waren. Die Bestände an Neuseelands Küsten umfassen heute wieder 60.000 Tiere und wachsen jährlich weiter an. In jüngerer Zeit kam es vereinzelt auch zu Jungenaufzuchten an Neuseelands Nordinsel, was bedeuten könnte, dass das Verbreitungsgebiet auch geographisch ausgedehnt wird.
Die Bestände in Australien werden auf 35.000 Tiere geschätzt. Dort hat der Neuseeländische Seebär ein geographisch größeres Verbreitungsgebiet, die einzelnen Kolonien sind aber weniger umfangreich.

## Belege
1. ↑  
Arctocephalus forsteri. In: Don E. Wilson, DeeAnn M. Reeder (Hrsg.): Mammal Species of the World. A taxonomic and geographic Reference. 2 Bände. 3. Auflage. Johns Hopkins University Press, Baltimore MD 2005, ISBN 0-8018-8221-4.
2. 1 2 3 4 5  „New Zealand Fur Seal“ In: M.A. Webber: Family Otariidae. In: Don E. Wilson, Russell A. Mittermeier: Handbook of the Mammals of the World. 4. Sea Mammals. Lynx Edicions, Barcelona 2014; S. 93–94. ISBN 978-84-96553-93-4.
3. 1 2  Fernando Lopes,  Larissa R Oliveira,  Amanda Kessler,  Yago Beux,  Enrique Crespo, Susana Cárdenas-Alayza,  Patricia Majluf,  Maritza Sepúlveda, Robert L Brownell, Jr.,  Valentina Franco-Trecu,  Diego Páez-Rosas,  Jaime Chaves, Carolina Loch,  Bruce C Robertson,  Karina Acevedo-Whitehouse, Fernando R Elorriaga-Verplancken,  Stephen P Kirkman,  Claire R Peart, Jochen B W Wolf,  Sandro L Bonatto: Phylogenomic Discordance in the Eared Seals is best explained by Incomplete Lineage Sorting following Explosive Radiation in the Southern Hemisphere. Systematic Biology 70 (4), Juli 2021; S. 786–802. doi:10.1093/sysbio/syaa099.
4. 1 2  Annalisa Berta, Morgan Churchill: Pinniped Taxonomy: evidence for species and subspecies. Mammal Review. 42 (3): 207–234. September 2011, doi:10.1111/j.1365-2907.2011.00193.x
5. ↑  Takahiro Yonezawa, Naoki Kohno & Masami Hasegawa: The monophyletic origin of sea lions and fur seals (Carnivora; Otariidae) in the Southern Hemisphere. Gene 441 (1–2), 2009: 89–99. doi:10.1016/j.gene.2009.01.022Researchgate.net Volltext
6. ↑  „Systematics“ In: M.A. Webber: Family Otariidae. In: Don E. Wilson, Russell A. Mittermeier: Handbook of the Mammals of the World. 4. Sea Mammals. Lynx Edicions, Barcelona 2014; S. 34–36. ISBN 978-84-96553-93-4.
7. ↑  Arctocephalus forsteri in der Roten Liste gefährdeter Arten der IUCN 2010. Eingestellt von: Goldsworthy, S. & Gales, N. (IUCN SSC Pinniped Specialist Group), 2008. Abgerufen am 25. April 2010.